# Роков поток
Роков поток је водени ток на Фрушкој гори, десна је притока Дунава, дужине 11,3km, површине слива 6,2km².
Као периодични ток извире на североисточним падинама Фрушке горе на 390 м.н.в.. Тече у правцу северозапада и у Дунав се улива низводно од Петроварадина кроз који протиче. Главна притока је Буковачки поток који протиче кроз насеље Буковац и који је, због густине речне мреже, површине слива и количине воде, хидролошки значајнији од Роковог потока. Амплитуде протицаја крећу се од 0,2 л/с до 19 m³/с, што је узрокаовано геолошким саставом и малом пошумљеношћу па се после интезивнијих падавина јављају бујичне поплаве. У доњем делу тока Роков поток је каналисан. Дуж речних долина се простиру путеви који повезују Петроварадин са Сремским Каменицом и Буковцем.